# Kutretino
Kutretino (macedónul: Кутретино) település Észak-Macedóniában, a Pelagonijai körzet Demir Hiszar-i járásában.

## Népesség
| Lakosok száma | 159  | 161  | 164  | 197  | 179  | 259  | 271  | 301  | 264  |
|               | 1948 | 1953 | 1961 | 1971 | 1981 | 1991 | 1994 | 2002 | 2021 |

2002-ben 301 lakosa volt, akik mindannyian macedónok.